# Музей сучасного мистецтва (Відень)

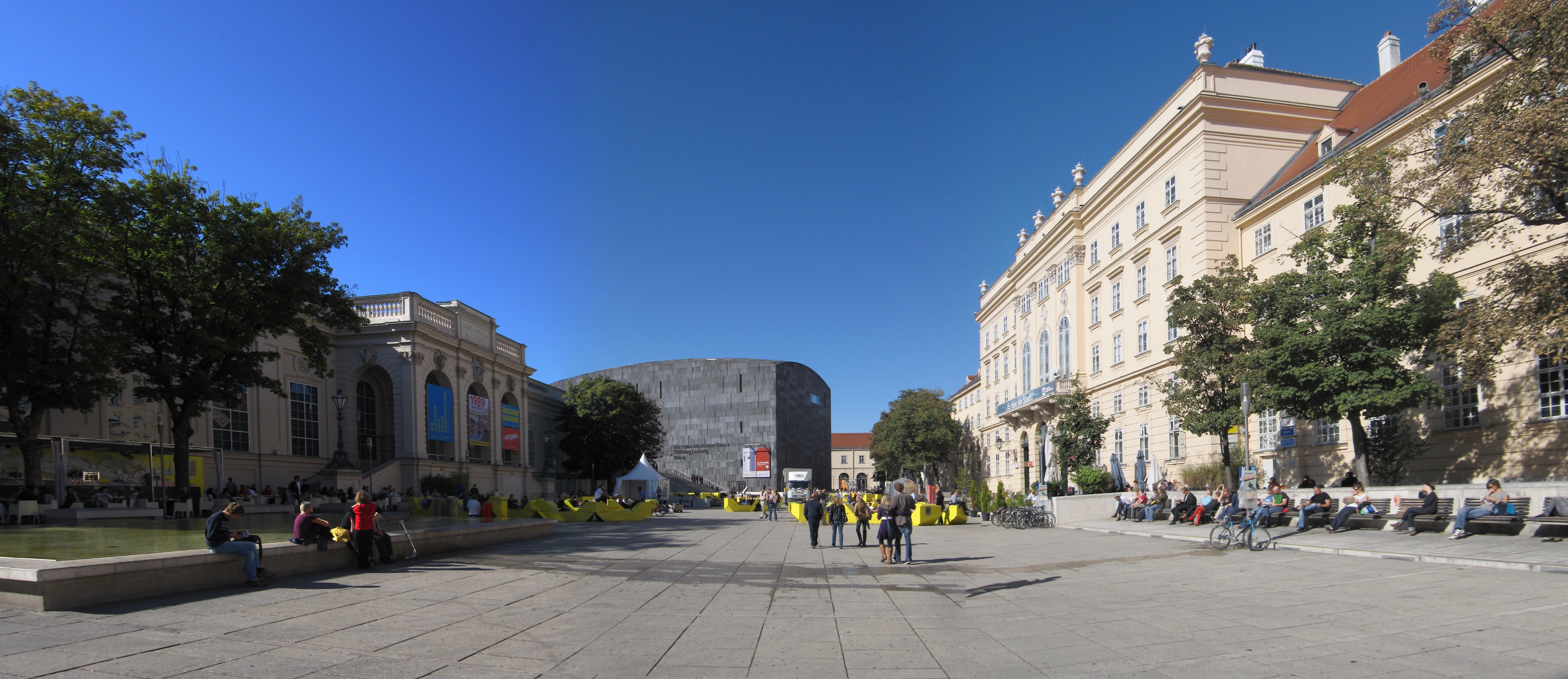
MUMOK у внутрішньому дворі Музейного кварталу

Музей сучасного мистецтва Фонду Людвіга (MUMOK) (нім. Museum Moderner Kunst Stiftung Ludwig Wien) розміщений у Музейному кварталі 7 віденського району Нойбау.

## Історія
20 вересня 1962 у колишньому австрійському павільйоні Всесвітньої виставки 1958 у Брюселі, так званому «20-му будинку», відкрили «Музей 20 століття» (нім. Museum des 20. Jahrhunderts) — пробраз MUMOK. Його засновник і директор Вернер Гофманн (нім. Werner Hofmann) до завершення 1969 свого керівництва придбав значні твори класичного модерну, розширивши збірку.
Президент Віденського Мистецького дому (нім. Künstlerhaus) Ганс Маєр організував 1977 виставку сучасного мистецтва з колекції Ірен і Петера Людвігів з Аахену. Під час експозиції колекціонери погодились надати на умовах постійного кредиту декотрі свої роботи для експонування у Відні. Для цього федеральний міністр заснувала Австрійський комітет, який провів перемовини з колекціонерами про умови зберігання, передачі експонатів.
Новий директор музею (1979—1989) Дітер Ронте (Dieter Ronte) 26 квітня 1979 через брак експозиційного місця орендував Палац Ліхтенштейн у 9 районі Відня Альзерґрунд як другу виставкову будівлю.
На 1981 було створено австрійський Фонд Людвіга (нім. Österreichischen Ludwig-Stiftung), проведено інвентаризацію 230 робіт з потенційно переданої колекції, де були роботи Пабло Пікассо, Роберта Раушенберга, Енді Воргола, Гергарда Ріхтера, Йозефа Бойса, Джаспера Джонса, Роя Ліхтенштейна. Для передачі робіт 1991 до назви музею було додано назву Фонду Людвіга (Museum Moderner Kunst Stiftung Ludwig Wien), який займається збереженням, експонуванням робіт, купівлею нових, зокрема значною частиною робіт Віденського акціонізму.
15 вересня 2001 у Музейному кварталі Відня було відкрито нову будівлю MUMOK за проектом Ortner & Ortner. Її кубічний об'єм покрито камінням вулканічної породи. На площі 4800 м² розміщено 9000 експонатів колекції сучасного мистецтва. 1 січня 2003 він отримав статус Федерального музею. 2006 було відзначено 25-річчя фундації Людвіга. 1 травня 2011 Австрійська пошта (нім. Österreichische Post AG) провела спецпогашення стандартної марки MUMOK з серії Музейні будівлі.